# New Paris (Ohio)
Pour les articles homonymes, voir New Paris.
New Paris est un village du Comté de Preble, inclus dans Dayton, en Ohio aux  États-Unis. Sa population est de 1 420 habitants lors du recensement de 2020.

## Histoire
La communauté de New Paris est créé à l’initiative de deux propriétaires de parcelles contiguës, James Fleming et Andrew Ireland. Ils décident de réserver une partie de leur terre pour l'établissement d'une nouvelle ville. Étant originaires de Paris, ville située dans le Kentucky, ils nomment la ville New Paris et proposent 20 lots à la vente en 1817.
En 1832, par loi spéciale de l'assemblée générale de l'Ohio, New Paris devient un village incorporé. À la même période, plusieurs autres propriétaires fournissent des lots à construire pour étendre le village. La première école ouvre en 1816, le bureau de poste ouvre en 1820 et le premier journal local est publié en 1844.
Une première ligne de chemin de fer est construite à travers le village par Dayton & Western en 1851, une seconde est ensuite rajoutée pour relier Indianapolis à Columbus, elles sont toutes les deux abandonnées en 1978. En 1864, Benjamin Hanby (en) écrit à New Paris, la chanson de Noël Up on the House Top.

## Géographie
Selon le Bureau du recensement des États-Unis, le village a une superficie totale de 1,97 km2, dont 1,92 km2 de terre et 0,05 km2 d'eau.
Le village se trouve à l'intersection des Ohio State Routes 121 et 320, au nord de l'Interstate 70.

## Éducation
New Paris fait partie du  National Trail Local School District. Le campus du National Trail School District est situé à 4,5 km de New Paris.
New Paris a une bibliothèque publique, une branche de la  Preble County District Library.